# Hexatoma (Hexatoma) seticornis
Hexatoma (Hexatoma) seticornis is een tweevleugelige uit de familie steltmuggen (Limoniidae). De soort komt voor in het Oriëntaals gebied.